# Anton Riehl
Anton Riehl (10. září 1820 Kremže – 2. října 1886 Vídeňské Nové Město) byl rakouský právník a politik německé národnosti, v 2. polovině 19. století poslanec Říšské rady.

## Biografie
Studoval v letech 1839–1843 práva na Vídeňské univerzitě, kde roku 1845 získal titul doktora práv. Nastoupil jako advokátní koncipient ve Vídni. Během revolučního roku 1848 se zapojil do politického dění. V letech 1848–1849 byl poslancem celoněmeckého Frankfurtského parlamentu. Byl parlamentním tajemníkem a společně s Victorem Franzem von Andrian-Werburg a Karlem Moeringem působili jako stálí zapisovatelé v kanceláři parlamentu.
V letech 1851–1881 pracoval jako advokát ve Vídeňském Novém Městě. V letech 1861–1868 byl členem obecní rady ve Vídeňském Novém Městě. Zasloužil se o zřízení městské spořitelny (od roku 1860 byl jejím stálým právním zástupcem). V roce 1862 zakládal ve městě tělovýchovný spolek Turnverein a téhož roku i sbor dobrovolných hasičů. V roce 1863 zde byla založena vyšší zemská reálná škola. V roce 1866 mu město udělilo čestné občanství.
Po obnovení ústavní vlády se opět zapojil i do vysoké politiky. Od roku 1861 byl poslancem Dolnorakouského zemského sněmu. Zemský sněm ho roku 1861 delegoval i do Říšské rady (tehdy ještě volené nepřímo) za Dolní Rakousy (kurie venkovských obcí, obvod Vídeňské Nové Město). K roku 1861 se uvádí jako advokát, bytem ve Vídeňském Novém Městě.
Politickou kariéru ukončil v letech 1868–1869 ze zdravotních důvodů. V roce 1869 se stal členem rakouského státního soudního dvora. V roce 1874 byl jednohlasně v této funkci potvrzen. V roce 1881 se zcela stáhl z veřejných funkcí.
Jeho syn Anton Riehl mladší (1852–1923) byl rovněž právníkem, další syn Gustav Riehl (1855–1943) byl dermatologem.